# Joan Higginbotham
Joan Elizabeth Miller Higginbotham (* 3. August 1964 als Joan Elizabeth Higginbotham in Chicago, Illinois, USA) ist eine ehemalige amerikanische Astronautin.

## Leben
Higginbotham wuchs in Chicago, der drittgrößten Stadt der USA auf. Nach dem Besuch der Grund- und weiterführenden Schule ging sie 1982 von der Chicagoer Whitney M. Young Magnet High School ab. Danach studierte sie an der Southern Illinois University (SIUC) in Carbondale Elektrotechnik. Während der Sommermonate arbeitete sie bei IBM, um sich etwas Geld zu verdienen. Sie hatte auch vor, nach der Uni dort anzufangen. Aber als Higginbotham 1987 ihren Abschluss machte, stellte IBM keine neuen Mitarbeiter im Bereich Elektronik ein. Stattdessen schlug man ihr vor, für die Firma im Außendienst zu arbeiten und sie als Ingenieurin zu beschäftigen, sobald eine Stelle frei würde.
Sie war nicht sehr begeistert darüber, aber zu ihrem Glück kam es anders: Regelmäßig besuchten Vertreter der US-Raumfahrtbehörde IBM Chicago, um Techniker für sich zu suchen. Ausgerechnet in diesem Jahr kam niemand von der NASA vorbei. Stattdessen erhielt sie eines Tages einen Anruf von einem Mann. Er erklärte, er sei von der NASA und man suche Techniker für das Kennedy Space Center (KSC) in Florida. Sie sagte zu und trat nur zwei Wochen nach ihrem Bachelor-Examen ihren Dienst beim KSC an.
Zunächst arbeitete Higginbotham in der Electrical and Telecommunications Systems Division des KSC als Elektrikerin für Nutzlasten. Ein halbes Jahr später wurde ihr die Leitung der Experimentbetreuung für den Orbiter Columbia übertragen. Anschließend war sie bei allen Shuttle-Missionen dafür zuständig, dass die gesamte in der Nutzlastbucht untergebrachte technische Ausrüstung ausreichend mit Strom versorgt war und keine Kurzschlüsse verursachte. Ihr Arbeitseifer sprach sich herum. Und so trat eines Tages die Leitung des KSC an Higginbotham heran, um sie zu fragen, ob sie dem Direktor für den Betrieb der Raumfähren unterstützend zur Seite stehen wolle. Dieser beauftragte sie mit der Bildung einer Arbeitsgruppe zur Analyse der Abläufe an den Orbitern. Im nächsten Schritt entwickelte ihr Team eine Anzeige für das Besucherzentrum des KSC, das eine detaillierte grafische Darstellung ermöglichte, um zu erkennen, in welcher Phase der Fertigstellung sich jedes Shuttle befindet.
Higginbotham fing dann wieder an zu studieren und erhielt 1992 vom Florida Institute of Technology (FIT) in Melbourne einen Master in Betriebsführung. Danach wurde sie zur stellvertretenden Projektingenieurin für die Atlantis ernannt. Sie half mit, den Orbiter im Rahmen des Shuttle-Mir-Programms mit einem von Russland entwickelten Kopplungsstutzen auszurüsten. So konnte die Atlantis als erste Fähre im Sommer 1995 (STS-71) an die Raumstation Mir andocken.
Nach zwei Jahren wurde Higginbotham die gesamte technische Verantwortung für die Columbia übertragen. Als Leitende Ingenieurin hatte sie den dienstältesten Orbiter der NASA-Flotte auf seine Missionen vorzubereiten. Das reichte von der Ankunft in der Montagehalle (Orbiter Processing Facility) bis zum Start, wo sie im Kontrollzentrum saß. Daneben studierte sie weiter und schloss Mitte 1996 das FIT mit einem Master im Fach Raumfahrtsystemtechnik ab.

## Astronautentätigkeit
Higginbotham hatte nie vor, Astronautin zu werden. Einer ihrer Vorgesetzten trat an sie heran und sagte, sie hätte das Zeug dazu und solle sich bewerben. 1994 reichte sie ihre Unterlagen ein. Sie kam auch in die engere Wahl und wurde im Juni nach Texas ins Johnson Space Center (JSC) eingeladen, um Bewerbungsgespräche zu führen sowie medizinisch und psychologisch untersucht zu werden. Am Ende reichte es nicht – sie wurde abgelehnt. Sie war bestürzt und fühlte sich an ihrem Ego getroffen, sagt sie, wenn sie erklärt, warum sie sich im folgenden Jahr gleich erneut bewarb.
Higginbotham kam mit der 16. Astronautengruppe zur NASA, die mit einer Stärke von 35 Anwärtern die größte Gruppe seit den legendären „Thirty Five New Guys“ 1978 (NASA-Astronautengruppe 8) bildete. Higginbotham zählte zu den insgesamt 2.432 Bewerbern, die den formalen Auswahlkriterien entsprachen. Daraus gingen 123 Finalisten hervor, die zwischen Oktober 1995 und Februar 1996 das JSC in Houston für die einwöchigen Tests besuchten.
Mitte August 1996 begann Higginbotham zusammen mit den 43 anderen Bewerbern – 10 Piloten, 25 Missionsspezialisten und 9 internationale Anwärter – das zweijährige Basistraining. Es folgten Einsätze in der Nutzlastenabteilung des Astronautenbüros und im sogenannten Shuttle Avionics Integration Laboratory, wo neue Computerprogramme und Instrumente erprobt werden, bevor sie in den Shuttle integriert werden. Danach kam sie als Astronautin ans Kennedy Space Center zurück und betreute Bauteile für die Internationale Raumstation (ISS), bis sie mit dem Shuttle in eine Umlaufbahn gebracht wurden. Bevor sie ihre erste Nominierung für einen Raumflug erhielt, war sie CapCom und stand dann der Systems Crew Interfaces Section für die ISS vor.
Higginbotham wurde im August 2002 für ihre erste Mission aufgestellt und trainierte als Missionsspezialistin auf STS-117 unter der Leitung von Mark Polansky. Wegen des Columbia-Unglücks Anfang 2003 wurden alle weiteren Shuttle-Flüge ausgesetzt. Deshalb wurde auch der für Oktober 2003 geplante Einsatz von STS-117 verschoben. Im Februar 2005 nahm die NASA eine kleine Umstellung bei der Mannschaft vor und teilte Polansky und Higginbotham dem Flug STS-116 zu, der im Dezember 2006 durchgeführt wurde.
Nur einen Monat nachdem sie im Oktober 2007 für die Mission STS-126 ausgewählt wurde, verließ Higginbotham Ende November 2007 die NASA, um eine Position in der Wirtschaft anzunehmen.

## Privates
Higginbotham ist geschieden und kinderlos.
Sie ist eine Cousine des Blues-Musikers Tommy Tucker.